# Heideniere

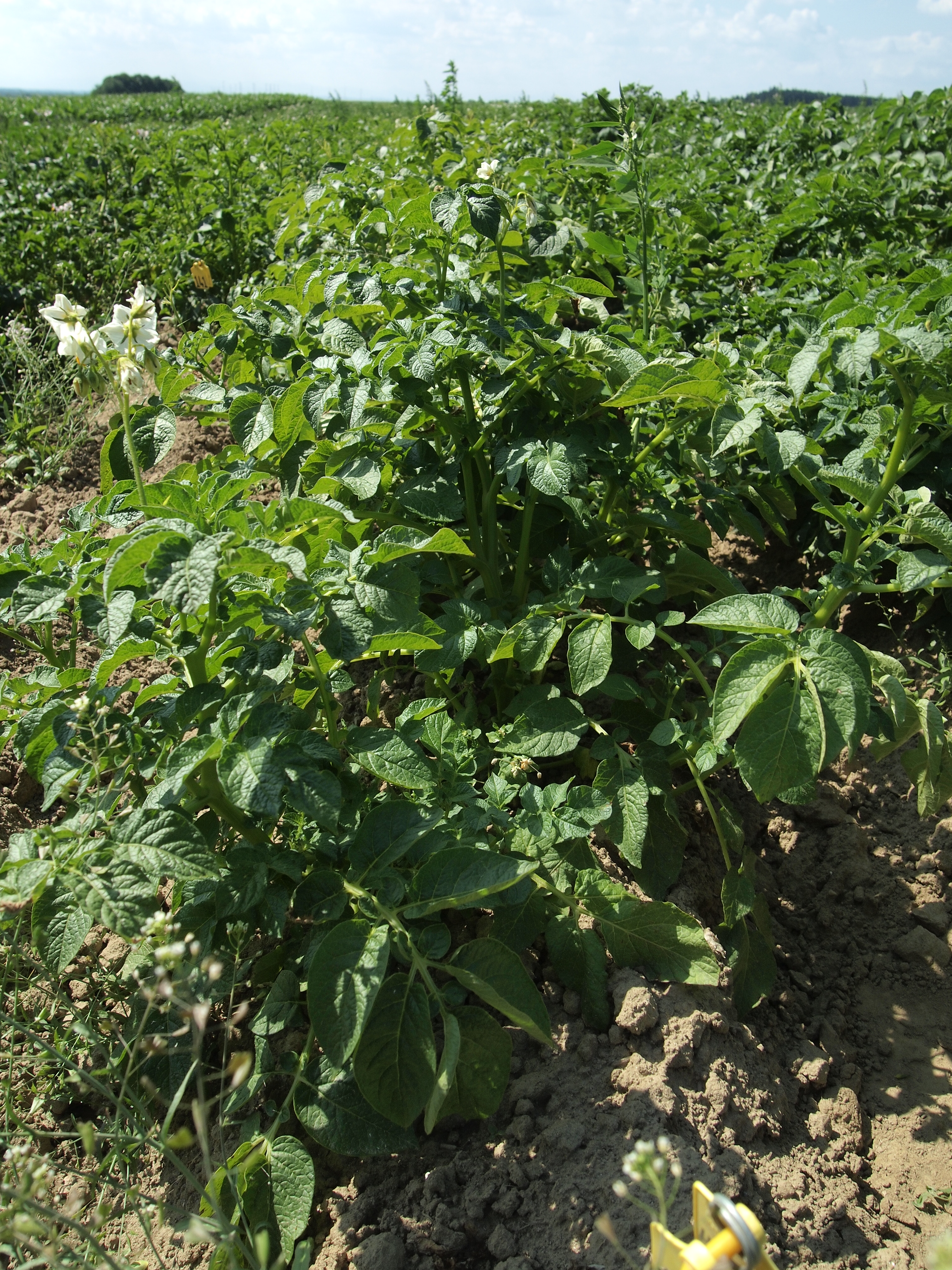
Champ de pommes de terre 'Heideniere'

'Heideniere' est une variété de pomme de terre traditionnelle allemande. Elle doit son nom à l'endroit où elle a été sélectionnée, le parc naturel de la lande de Lunebourg (Naturpark Lüneburger Heide), et à la forme du tubercule qui évoque celle d'un rein (Niere en allemand).
C'est une variété relativement précoce, aux tubercules à chair jaune intense et à peau jaune. C'est une pomme de terre à chair ferme (à faible teneur en amidon) qui se caractérise par son goût épicé.
Elle est assez résistante au mildiou et a une bonne aptitude à la conservation.
Lors de son lancement, la 'Heideniere' a été saluée comme la pomme de terre de consommation ayant les meilleures caractéristiques pour la préparation de pommes de terre sautées ou de salade de pommes de terre.
Elle peut aussi se prêter à la préparation de frites, bien que sa forme ne soit pas très adaptée à cette fin.
Cette variété est issue du croisement des cultivars 'Erstling' et 'Joks', qui ne figurent plus dans la liste officielle des variétés de pommes de terre allemandes en 2014.
En 2015, elle a été élue Kartoffel des Jahres (pomme de terre de l'année 2015) parmi les six variétés présélectionnées.
Ce choix reflète l'exigence de protection de la diversité des variétés, considérée comme un patrimoine culturel.
La surface cultivée de cette variété représentait moins de dix hectares en 2014.

## Histoire
La première inscription de la 'Heideniere' sur la liste des variétés de pommes de terre remonte à 1953, par des producteurs de pommes de terre de Soltau.
Elle a disparu du marché vers 1966, car à cette époque le marché était davantage orienté vers des variétés standardisées plus que vers des variétés spéciales.
Elle a été conservée dans des banques de gènes en Allemagne de l'Est à Gatersleben et Groß Lüsewitz
Sa culture a été relancée en 1996 par l'association Verein zur Erhaltung und Rekultivierung von Nutzpflanzen (VERN) (association pour la préservation et la remise en culture des plantes utiles).
Elle a été réinscrite en 2011.